# 500170 Lusitano
500170 Lusitano este o planetă minoră (asteroid) din centura de asteroizi. A fost descoperită pe 26 februarie 2012 la Haleakalā Observatory⁠(d) de . 
Obiectul prezintă o orbită caracterizată de o semiaxă mare de 2,5986181651798 UAi, o excentricitate de 0,25181623692066, o înclinație de 30,06129821765 ° în raport cu ecliptica.